# Oto Levi
Oto Levi (engl. Otto Loewi; Frankfurt, 3. jun 1873 — Njujork, 25. decembar 1961) bio je nemački farmakolog i psihobiolog, koji je otkrio ulogu acetilholina kao endogenog neurotransmitera. Za svoje otkriće dobio je Nobelovu nagradu za fiziologiju ili medicinu 1936. godine koju je podelio sa ser Henri Dejlom, svojim dugogodišnjim prijateljem, koji je pomogao u inspiraciji eksperimenta neurotransmitera. Levi je upoznao Dejla 1902. godine kada je nekoliko meseci proveo u laboratoriji Ernesta Starlinga na Univerzitetskom koledžu u Londonu.

## Biografija
Levi je rođen u Frankfurtu, u Nemačkoj 3. juna 1873. godine, u jevrejskoj porodici. Studirao je u Strazburu (koji je tada bio deo Nemačke) od 1891. godine, gde je pohađao kurseve poznatih profesora Gustava Schvalbea, Osvalda Schmiedeberga i Bernharda Naunina. Doktorirao je 1896. godine. Bio je član bratsva Burschenschaft Germania Strassburg.
Kasnije je radio sa Martinom Freundom na Univerzitetu Gete u Frankfurtu i sa Franzom Hofmeisterom u Strazburu. Od 1897. do 1898. godine radio je kao asistent Karlu fon Nordenu, kliničaru u Gradskoj bolnici u Frankfurtu. Ubrzo, međutim, nakon što je video visok mortalitet u bezbrojnim slučajevima uznapredovale tuberkuloze i upale pluća, ostavljane bez ikakvog tretmana zbog nedostatka terapije, odlučio je da odustane od svoje namere da postane kliničar i da umesto toga sprovodi istraživanja u osnovnim medicinskim naukama, posebno u farmakologiji. Godine 1898. postaje asistent profesora Hansa Horsta Majera, poznatog farmakologa na Univerzitetu u Marburgu. Tokom prvih godina u Marburgu, Levijeva istraživanja bila su u području metabolizma. Kao rezultat njegovog rada o dejstvu florizina, glikozida koji izaziva glikozuriju, i drugog rada o metabolizmu nukleina kod čoveka, imenovan je za predavača 1900. godine. Dve godine kasnije objavio je svoj rad u Über Eiweisssynthese im Tierkörper (o sintezi proteina u telu životinja), kojim je dokazao da su životinje sposobne da obnove svoje proteine iz proizvoda razgradnje, aminokiselina, što se pokazalo kao suštinsko otkriće u pogledu ishrane.
Godine 1902. Levi je bio gostujući istaživač u laboratoriji Ernesta Starlinga u Londonu, gde je upoznao svog doživotnog prijatelja Hernija Dejla.
Godine 1903. prihvatio je zvanje na Univerzitetu u Gracu u Austriji, gde je ostao dok nije proteran iz zemlje 1938. godine. Godine 1905. Levi postaje vandredni profesor u Mejerovoj laboratoriji i dobija austrijsko državljanstvo. Godine 1909. imenovan je za šefa Katedre za farmakologiju u Gracu.
Oženio se Guidom Goldschmiedt 1908. godine. Imali su tri sina i ćerku. On je bio poslednji Jeverjin koga su zaposlili na univerzitetu između 1903. i kraja rata.
Godine 1921. Levi je istraživao kako vitalni organi reaguju na hemijsku i električnu stimulaciju. Takođe je utvrdio njihovu relativnu zavisnost od epinefina za pravilnu funkciju. Shodno tome, saznao je kako se nervni impulsi prenose hemijskim glasnicima. Prvi hemijski neurotransmiter koji je indentifiovao bio je acetilholin.
Nakon što je uhapšen, zajedno sa dvojcom sinova, u noći nemačke invazije na Austriju, 11. marta 1938. Levi je pušten pod uslovom da "dobrovoljno" prepusti svoje stvari, uključujući i svoje istraživanje, nacistima. Levi se preselio u Sjedinjene države 1940. godine, gde je postao profesor u Njujorškom Univerzitetu. Godine 1946. godine postao je naturalizirani državljanin Sjedinjenih Država. Godine 1954. postao je član Kraljevskog društva. Umro je u Njujorku 25. decmbra 1961. godine.
Ubrzo nakon Levijeve smrti krajem 1961. godine, njegov najmlađi sin je dodelio zlatnu Nobelovu medalju Kraljevskom društvu u Londonu. Dobio je Nobelovu diplomu na Univerzitetu u Gracu u Austriji 1983. godine, gde se trenutno nalazi, zajedno sa kopijom bronzane biste Levija. Originalna bista nalazi se u Morskoj biološkoj laboratoriji u Vuds Holu, u Masačusecu, Levijevom letnjom domu od njegovog dolaska u SAD do njegove smrti.

## Istraživanja
Pre Levijevih eksperimenata, nije bilo jasno da li je signalizacija preko sinapse bioelektrična ili hemijska. Dok su farmakološki eksperimenti pokazali da fiziološki odgovori kao što je kontrakcija mišića mogu biti indukovani hemijskom primenom, nije bilo dokaza da ćelije oslobađaju hemijske supstance da bi izazvale ove reakcije. Naprotiv, istraživači su pokazali da fiziološki odgovori mogu biti uzrokovani primenom električnog impulsa, što je sugerisalo da električni prenos može biti jedini način endogene signalizacije. Početkom 20. veka kontroverze oko toga da li su ćelije koristile hemijsku ili električnu transmisiju podelile su i najistaknutije naučnike.
Levijev čuveni eksperiment, objavljen 1921. godine, u velikoj meri je odgovorio na ovo pitanje. Prema Leviju, ideja o njegovom ključnom eksperimentu došla mu je u snu, nagoneći ga da ode direktno u laboratoriju usred noći. On je iz žaba isekao dva srca: iz jedne žabe sa vagusnim nervom koji kontroliše učestalost otkucaja srca, a iz druge samo srce. Oba srca su okupana u slanom rastvoru (tj. Ringerovom rastvoru). Električno stimulirajući nervus vagusa, Levi je učinio da prvo srce kuca sporije. Zatim je uzeo deo tečnosti za kupanje prvog srca i primenio ga na drugo srce. Nanošenje tečnosti je učinilo da i drugo srce sporije udara, dokazujući da je neka rastvorljiva hemikalija oslobođena od strane vagusnog nerva kontrolisala broj otkucaja srca. Nazvao je nepoznatu hemijsku supstancu Vagustof, što predstavlja kombinaciju imena nerva i nemačke reči za supstancu. Kasnije je utvrđeno da je ova hemikalija odgovarala acetilholinu (Kandel,2000). Njegov eksperiment je kultni jer je bio prvi koji je pokazao endogeno oslobađanje hemijske supstance koja bi mogla izazvati reakciju u odsustvu električne stimulacije. To je navelo naučnike na pravi put ka  razumevanju toga da električni signalni događaj (akcioni potencijal) uzrokuje hemijski događaj (oslobađanje neurotransmitera od sinapsi) koji je na kraju efektor na tkivu.
Levijeva istraživanja "O povećanju oslobađanja adrenalina pod dejstvom kokaina" i "O povezanosti digitalisa i delovanja kalcijuma" inspirisala su znatan broj istraživanja u godinama nakon njihove objave.
Takođe je razjasnio dva mehanizma terapijskog značaja: blokadu i povećanje delovanja nerva od strane određenih lekova.
Levi je poznat i po načinu na koji mu je došla ideja za njegov eksperiment. Na uskrsnu subotu 1921. sanjao je eksperiment koji će jednom zauvek dokazati da je prenos nervnih impulsa hemijski, a ne električni. Probudio se, zapisao eksperiment na komad papira na svom noćnom stočiću u i  vratio se u krevet.
Sledećeg jutra, na svoj užas, otkrio je da nije mogao da pročita svoje ponoćne škrabotine. Taj dan, rekao je, bio je najduži dan u njegovom životu, jer se nije mogao setiti svog sna. Te noći, međutim, sanjao  je isti san. Ovaj put je odmah otišao u laboratoriju da izvede eksperiment. Od tog trenutka, pitanje koje se ticalo Nobelove nagrade nije bilo "ako" već "kada".
Trinaest godina kasnije, Levi je nagrađen Nobelovom nagradom za fiziologiju ili medicinu, koju je podelio sa ser Henrijem Haletom Dejlom.

## Levijev midrijatični test
Levi je posmatrao uklanjanje pankreasa kod pasa, dajući im eksperimentalni oblik dijabetesa koji je doveo do promene odgovora oka na adrenalin: ovo jedinjenje kod normalnih pasa nije imalo efekta, ali kod pasa bez pankreasa zenica je proširena. Ovaj test uključivao je ubrizgavanje ponovljenih doza 1: 1000 adrenalinskog rastvora u oči i traženje dilatacije zenica. Hirurzi su ovo koristili kao dijagnostički test za akutni pankreatitis, koji se zasnivao na Levijevom zapažanju takvog fenomena kod pasa koji su imali uklonjen pankreas. Korisnost ovog testa je prijavljena u seriji slučajeva od dva pacijenta; bilo je, kako se i očekivalo, negativno u slučaju karcinoma žučnog kanala, ali pozitivno u slučaju pankreatitisa. Efikasnost ovog testa je naknadno ispitana. Mehanizam delovanja ove pojave je nejasan, ali je  "verovatno zbog funkcionalnog toksičnog poremećaja" simpatičkog postganlionskog neurona koji inervira zenicu.

## Nagrade
- 1936: Nobelova nagrada za medicinu (sa Henrijem Haletom Dejlom)
- Počasni doktorat na Njujorškom univerzitetu, Univerzitetu Jejl, Univerzitetu u Gracu i Univerzitetu u Frankfurtu
- Nagrada za fiziologiju Kraljevske akademije nauka u Bolonji
- Liebenova nagrada bečke Akademije
- 1944: Kameron prajz Univerziteta u Edinburgu
- Počasni član Fiziološkog društva u Londonu, Harvi društva u Njujorku
- Dopisni član Medicinskog udruženja u Beču, Biološkog društva u Beču i Društva za unapređenje nauke u Marburgu.
- Član je Nemačke akademije nauka Leopoldina u Haleu.
- Izabran za inostranog člana Kraljevskog društva[15]
- 1957: Schmiedebergov bedž Nemačkog farmakološkog društva
- 1959: Austrijska medalja za nauku i umetnost
- 1959: Počasni prsten grada Grac
- Ulica "Oto Levi Gase" dobila je ime po njemu u župi Sv. Petar, Grac, Austrija